# Proton (Satellit)

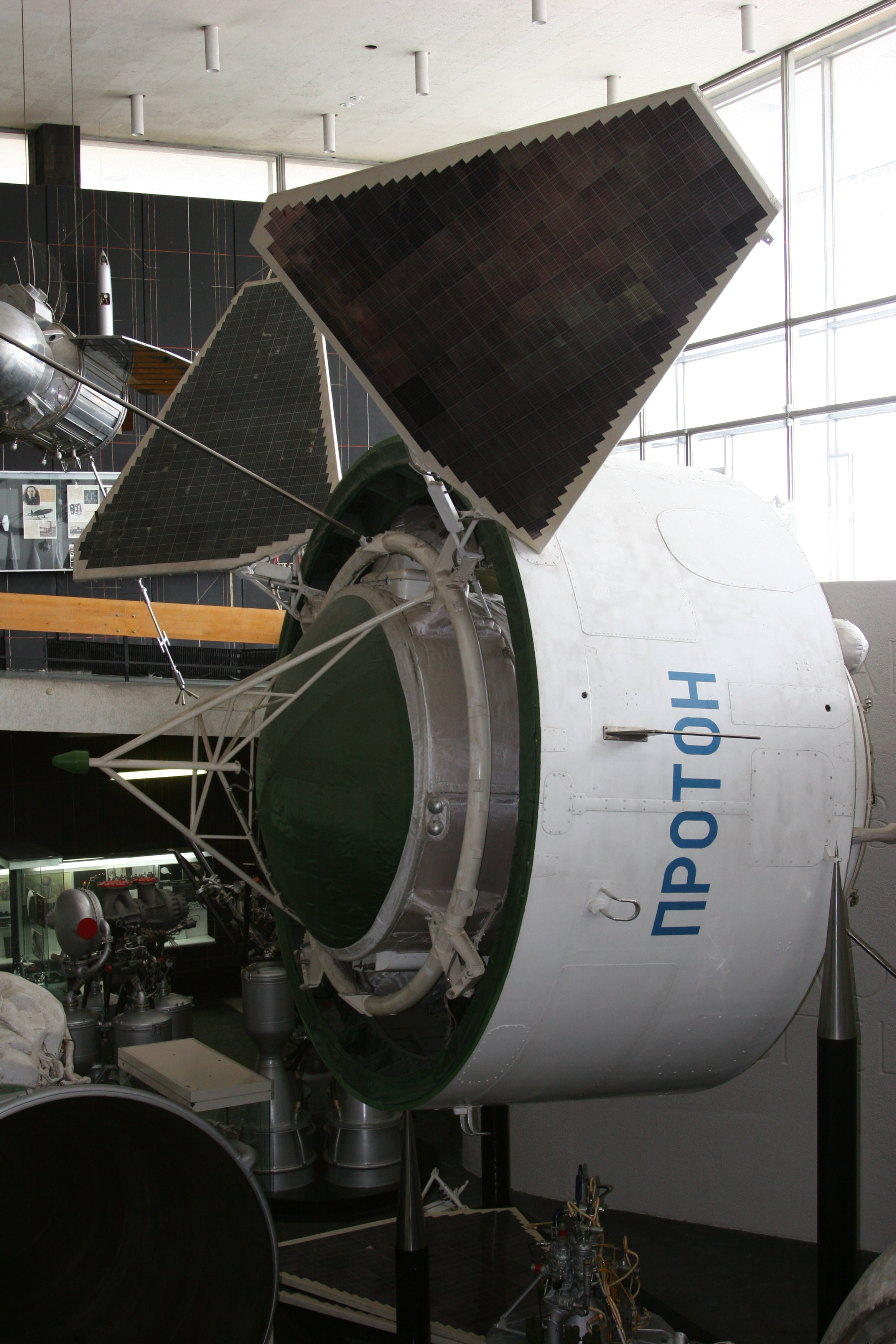
Modell eines Proton-Satelliten in einem Museum in Kaluga

Als Proton (russisch Протон) wurde eine Serie von vier sowjetischen Forschungssatelliten bezeichnet, die die hochenergetische kosmische Teilchenstrahlung untersuchen sollten. Sie waren durch ihre Größe und ihre Masse von 8,5 Tonnen (16 Tonnen bei Proton 4) bemerkenswert. Zum Start wurde erstmals die Trägerrakete UR-500 eingesetzt, die später nach den Satelliten als Proton-Rakete benannt wurde.
| Name     | Start             | Umlaufbahn                               |
| -------- | ----------------- | ---------------------------------------- |
| Proton 1 | 16. Juli 1965     | Umlaufbahn zwischen 190 und 627 km Höhe. |
| Proton 2 | 2. November 1965  | Umlaufbahn zwischen 189 und 608 km Höhe. |
| Proton 3 | 6. Juli 1966      | Umlaufbahn zwischen 190 und 630 km Höhe. |
| Proton 4 | 16. November 1968 | Umlaufbahn zwischen 225 und 495 km Höhe. |

## Quelle
- Heinz Mielke: Lexikon der Raumfahrt. 6. Auflage, transpress VEB Verlag für Verkehrswesen, Berlin, 1980